# Эмират Соран
Эмира́т Сора́н (курд. میرەکتیا سۆران) — одно из крупнейших курдских государств периода Средневековья, чей правитель Мухаммед-паша Равандузи поставил своей целью объединить все курдские княжества и вождества под одно централизованное правление, объявив в 1818 году независимость от Османской империи.  
С 1554 года — автономное государство, номинально зависящее от Османской империи и числившееся в составе Багдадского пашалыка. 

## Возникновение эмирата
В источниках, относящихся ко временам Сасанидов и Арабского халифата, местность восточнее Мосула упоминается как Ба Сорен (на сирийском языке Бейт Соран — буквально «Земля Соран»). Название, возможно, связано с именем клана Соран, который во время последнего сасанидского царя Йездигерда III управлял территорией современного Иракского Курдистана.
Основателем эмирата Соран, возникшего примерно в 1399 году, во времена завоевательных походов Тимура, был Кулос (Kulos).
К названию эмирата восходит наименование сорани — одного из диалектов курдского языка (известен также как «центральнокурдский», или «южный курманджи»); на нём говорит большинство курдов Ирака и Ирана). Название входящей в состав мухафазы Эрбиль области Соран с центром в Равандузе также происходит от названия эмирата.

## Эмират под османской властью
В 1554 году территорию современного Иракского Курдистана завоевали османские войска Сулеймана I. Располагавшиеся здесь курдские эмираты (включая Соран) не были напрямую включены в османскую административную систему. Они числились в составе Шаразорского эялета, подчинявшегося, в свою очередь, Багдадскому пашалыку; однако зависимость эмиратов от османских властей была номинальной. Они были обязаны предоставлять во время военных кампаний в распоряжение багдадского паши военный отряд, и время от времени отправляли ему дорогие подарки. От государственных налогов курдские эмиры были освобождены.
В 1787 году столицей эмирата Соран стал город Равандуз. На рубеже XVIII—XIX веков в эмирате происходила междоусобная борьба, в ходе которой претенденты на власть обращались за помощью к правителям соседних курдских эмиратов — лежащего к западу Эмирата Бадинан и находившегося южнее Бабана.

## Борьба за независимость
В 1814 году умер эмир Сорана Сулейман-бей (Sulaiman Bey), которому наследовал его сын Мир Мухаммед (Mir Muhammad); однако вплоть до 1825 года во главе княжества на правах регента стояла вдова покойного Ханзад (Khanzad).
Мир Мухаммед был одарённым и энергичным человеком, но в самом начале правления ему пришлось выдержать борьбу за престол с другими претендентами — братьями Сулейман-бея и их сыновьями. Щедро расходуя накопленными отцом деньги, Мир Мухаммед создал хорошо вооружённый отряд, обнёс Равандуз крепостной стеной, а на холме к северу от города воздвиг крепость Наидж-кала. Приведя к покорности родственников, Мир Мухаммед в августе 1815 г. разбил в бою у крепости Харкил Селим-хана, одного из правителей эмирата Брадост, затем разгромил другого правителя этого эмирата, Хасан-бея, а в сентябре овладел главной крепостью Брадоста — Сароу. Затем он овладел также районами Мергавер и Ушну.
В 1818 году Мир Мухаммед провозгласил себя «эмир мансуром» — независимым правителем. Численность своего войска он довёл до 15 тыс. человек, наладил в Равандузе изготовление холодного и огнестрельного оружия и выпуск боеприпасов. В знак независимости от Османской империи он начал выпуск золотых, серебряных и медных монет, на лицевой стороне которых чеканилась надпись «Ал амир мансур Мухаммед-бей». Расширяя пределы своего государства, Мир Мухаммед мирным путём овладел городом Харир (прежней столицей Сорана, которая уже полвека находилась в руках Бабана), а в 1823 г. он взял Кёй-Санджак — другой город, входивший в состав Бабана. Продвигаясь на запад, он захватил Эрбиль.
Следующей целью Мир Мухаммеда был Бахдинан. Воспользовавшись в качестве предлога совершённым в 1831 году езидами убийством вождя курдского племени мазури и неудачной попыткой бахдинанского эмира Мир Саида наказать убийц, Мир Мухаммед обрушился на располагавшиеся к востоку от Мосула езидские деревни. Тысячи мужчин, женщин и детей были убиты, остальные бежали из родных мест (это вызвало гнев османских властей, поскольку мосульские езиды являлись османскими подданными).
Подорвав престиж Мир Саида, Мир Мухаммед перешёл к активным действиям на севере. В 1833 году он захватил бахдинанский город Акра, а затем после непродолжительной осады взял и Амадию, столицу Бахдинана; Мир Саида он согнал с престола, заменив его своей марионеткой. Сразу же после этого Мир Мухаммед занял бахдинанские города Заху и Дахук.
В результате военной кампании 1833 года Мир Мухаммед контролировал уже бо́льшую часть современной территории Иракского Курдистана (Соран, Бахдинан, окрестности Мосула) и вплотную приблизился к рубежам Бохтана. Он предложил эмиру Бохтана заключить союзный антиосманский договор, но тот, сам претендуя на господство в пределах Курдистана, отклонил это предложение. Мир Мухаммед начал было поход против Бохтана, но вынужден был повернуть назад: в Амадии власть вновь захватил Мир Саид. Мир Мухаммед вновь овладел городом, не щадя никого из его жителей, после чего присоединил Бахдинан к своим владениям.
В 1834 году османский султан Махмуд II, у которого после заключения в предыдущем году мира с Мухаммедом Али Египетским руки были развязаны, направил против соранского эмира 40-тысячную армию во главе со своим лучшим полководцем Рашидом Мехмед-пашой. Летом армия Рашида Мехмед-паши начала наступление на Соран и подошла было к Равандузу, но наступившая зима заставила её отступить. В 1836 году Рашид Мехмед-паша предпринял новый поход на Соран. В конце августа турецкая армия окружила Равандуз. Поскольку войскам эмира не хватало воды и продовольствия, он решил сдаться на предложенных ему почётных условиях.
Однако турки не сдержали слова. Пленный Мир Мухаммед был отправлен в Стамбул и вскоре убит там по приказу Махмуда II. Эмират Соран был ликвидирован, его территория перешла под прямое управление османских властей. В течение всей осени османские войска занимались утверждением своей власти в пределах бывшего эмирата, убив при этом 10 тыс. курдов. Но велики были и потери в турецкой армии, причём к потерям в боях добавились и потери от вспыхнувшей эпидемии холеры. От холеры в январе 1837 года умер в Диярбакыре и сам Рашид Мехмед-паша.